# Мержеевский, Иван Павлович
Иван Павлович Мержее́вский, Шелига-Мержеевский (пол. Jan Lucjan Mierzejewski; 10 (22) февраля 1838, Енджеюв, Радомская губерния Царства Польского — 5 (18) марта 1908, Париж) — российский врач-психиатр и невропатолог, один из основоположников российской психиатрической школы, общественный деятель. Доктор медицины (1865), профессор Императорской медико-хирургической академии (в 1877–1893); наставник Владимира Бехтерева. Тайный советник.

## Биография

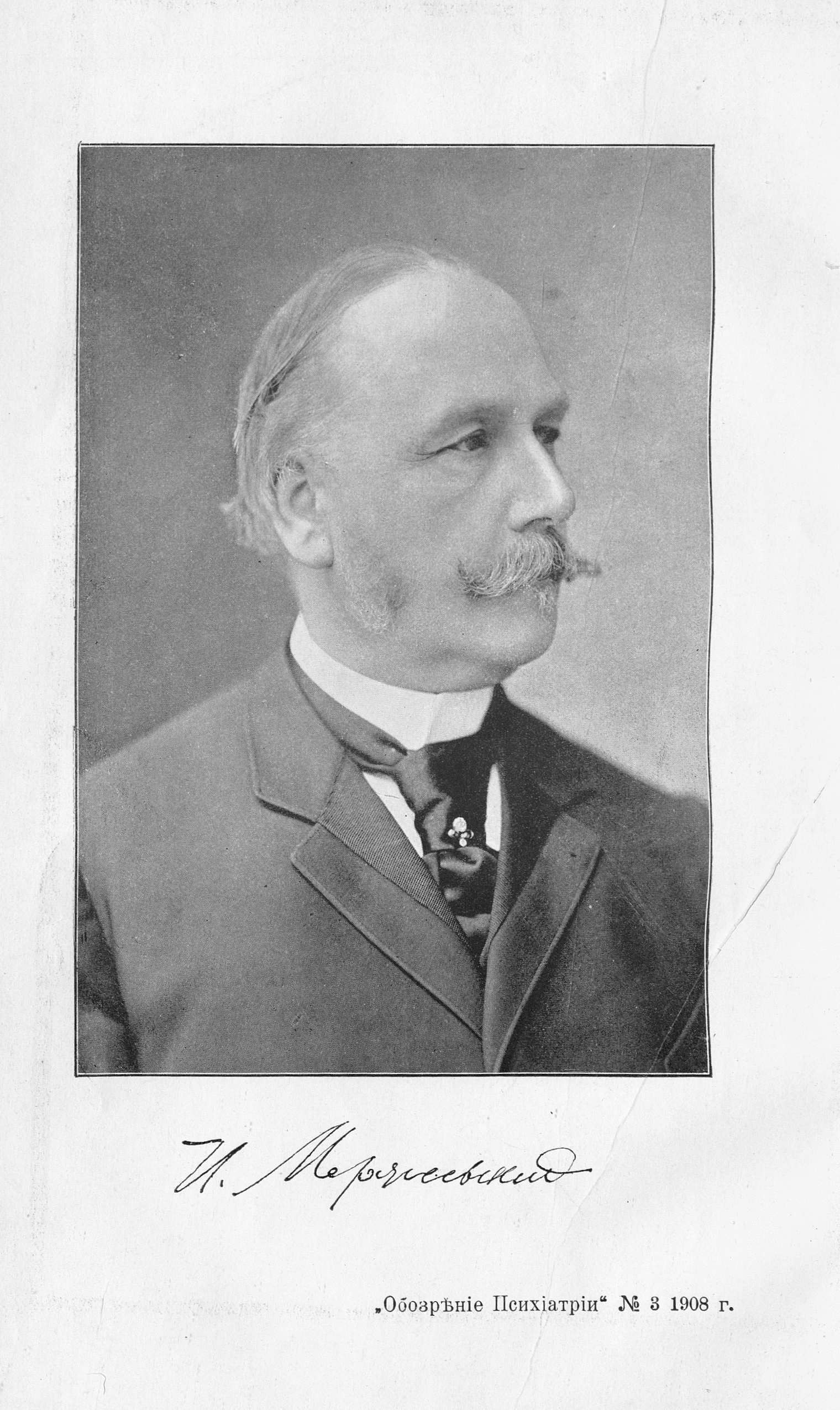
Иван Павлович Мержеевский

Польского происхождения. Сын нотариуса Павла Мержеевскогo и Янины Розалии Вроблевской. Шляхетского рода (герба) Шелига. Имел четырёх братьев, младший из которых, Павел был убит во время Польского восстания 1863 года. В 1855 году с серебряной медалью окончил гимназию в Люблине. В следующем году победил на конкурсе, организованном Медицинским советом Царства Польского, и получил стипендию на поездку в столицу империи Санкт-Петербург для продолжения медицинского образования.
В 1861 окончил Императорскую медико-хирургическую академию в Петербурге с серебряной медалью. Благодаря очень хорошим результатам в учёбе Мержеевский сразу же получил должность младшего ассистента, был оставлен для приготовления к профессорскому званию и посвятил себя изучению душевных болезней под руководством профессора И. М. Балинского.
В 1865 г. защитил докторскую диссертацию на тему «Клинические исследования неистовых больных (vesanici)», в которой между прочим, исходя из соматических данных, указывал на нецелесообразность пользования изоляторами. Получил за эту работу золотую медаль, ему была также была присуждена премия Буша.
В 1872 году совершил заграничную поездку с целью дополнения своего специального образования путём продолжительных занятий в клиниках, лабораториях и университетах различных западноевропейских стран, где специализировался в невропатологии и психиатрии, в частности, у К. Вестфаля и Р. Вирхова в Берлине, Ф. Генле и Ф. Меркеля в Гёттингене, Ж. М. Шарко и Гийома Дюшенна в Париже. Следующая заграничная поездка состоялась у него в 1874, во время которой И. Мержеевский работал у Т. Мейнерта, М. Лейдесдорфа, Б. Гуддена и др. известных специалистов, особенно близко сошёлся с В. Маньяном.
Мержеевский преподавал на Высших женских медицинских курсах — первом женском медицинском вузе в стране.
В 1877 году он стал преемником И. М. Балинского в качестве директора клиники душевных болезней. С 16 января 1877 года — ординарный профессор психиатрии и нервных заболеваний.
Его сотрудниками и учениками были В. М. Бехтерев, В. Г. Дехтерёв, С. Н. Данилло, А. Ф. Эрлицкий, Н. М. Попов , А. Е. Щербак, С. А. Беляков, В. Ф. Чиж, Л. В. Блюменау и ряд др.
При Мержеевском возобновилась и окрепла деятельность Санкт-Петербургского общества психиатров, основанного в 1861 г., в 1880 г. он был избран председателем этого общества.
С 1879 г. состоял совещательным членом медицинского совета при Министерстве внутренних дел Российской империи.
Мержеевский — соучредитель журналов «Вестник клинической и судебной психиатрии и невропатологии» (1883) и «Архивы психопатологии».
В 1887 г. Мержеевский был председателем первого съезда отечественных психиатров, состоявшегося в Москве, на котором произнес речь «Об условиях, благоприятствующих развитию душевных заболеваний в России, и о мерах, направленных к их уменьшению».
В 1893 г. за выслугой лет оставил кафедру при медицинской академии. В 1908 году во время поездки в Париж на юбилей В. Маньяна скончался за день до торжеств в результате инсульта. Прах Мержеевского был перевезён в Петербург и предан земле на Выборгском католическом кладбище. Вместе со всем Выборгским некрополем захоронение было уничтожено после революции 1917 года; сохранилось только надгробие, перенесённое в 1940 году на Литераторские мостки.
Под руководством И. Мержеевского было написано 26 диссертаций и 150 научных работ, его учениками были более 50 русских психиатров, в том числе 11 профессоров и преподавателей.
Являлся членом Французской академии наук, Варшавского медицинского общества, почётным членом Медицинского общества в Кракове, медицинского общества в Вильнюсе и Общества друзей наук в Познани.

## Научная деятельность
Мержеевский приобрёл мировое признание своими патологоанатомическими исследованиями идиотии и прогрессивного паралича. Он первым описал микрогирию при идиотии. 
Под его руководством была построена клиника душевных и нервных болезней Военно-медицинской академии в Петербурге.
Его обогатившие науку исследования относятся к вопросам идиотизма, алкоголизма, прогрессивного паралича. Кроме того, ему принадлежит множество казуистических и судебно-медицинских сообщений по различным вопросам его специальности. Его статьи печатались как в русских, так и в иностранных периодических изданиях.

## Семья
Жена — Елена Павловна Китицына, дочь тайного советника Павла Трофимовича Китицына.
Дочь, Юлия Мержеевская-Любинская (1881 г. р.) была близка к одной из организаций партии эсеров, впоследствии стала главой собственного революционного кружка, чем доставляла отцу много неприятностей. Перед торжествами по случаю 200-летия Санкт-Петербурга Юлия хотела идти на антиправительственную демонстрацию. Когда отец увидел у неё револьвер, ему пришлось при содействии своего ассистента доктора Янушкевича усыпить дочь, чтобы та проспала демонстрацию. Кроме того, она нередко дома вела разговоры о предполагаемом цареубийстве, выставляя себя его организатором. Занималась распространением запрещённой литературы. За свою деятельность была неоднократно арестована и отправлена в ссылку.